# Póvoa de Midões

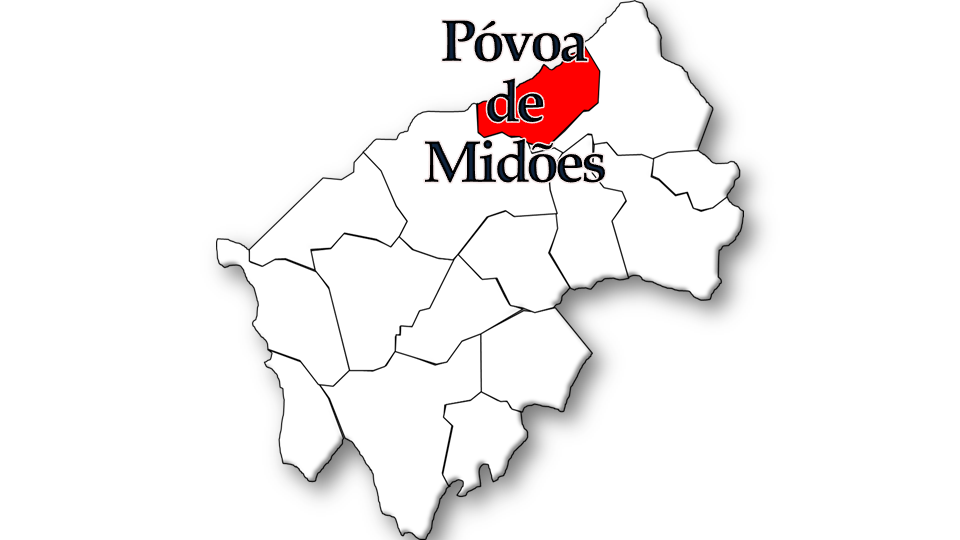
Localização da freguesia no Município de Tábua

Póvoa de Midões é uma povoação portuguesa sede da Freguesia de Póvoa de Midões do Município de Tábua, freguesia com 9,52 km² de área e 500 habitantes (censo de 2021), tendo, por isso, uma densidade populacional de 52,5 hab./km².

## Demografia
A população registada nos censos foi:
| Distribuição da População por Grupos Etários | Distribuição da População por Grupos Etários | Distribuição da População por Grupos Etários | Distribuição da População por Grupos Etários | Distribuição da População por Grupos Etários |
| -------------------------------------------- | -------------------------------------------- | -------------------------------------------- | -------------------------------------------- | -------------------------------------------- |
| Ano                                          | 0-14 Anos                                    | 15-24 Anos                                   | 25-64 Anos                                   | > 65 Anos                                    |
| 2001                                         | 92                                           | 96                                           | 328                                          | 144                                          |
| 2011                                         | 69                                           | 62                                           | 321                                          | 130                                          |
| 2021                                         | 46                                           | 43                                           | 255                                          | 156                                          |

## Património
- Capela (no lugar de Vale de Orca);
- Miradouro do Penedo C'Abana ou Penedo Oscilante.

## Instituições locais
- Centro Social Caeiro da Matta;
- Jardim de Infância de Póvoa de Midões;
- Associação Recreativa Póvoa De Midões.

## Personalidades
Aqui nasceu António Madeira que se destacou em Viseu como empresário e filantropo.